# National Space Society
La National Space Society (NSS) est une association à but non lucratif d'origine américaine soutenant l'exploration spatiale, la colonisation de l'espace, l'énergie solaire spatiale, l'ascenseur spatial ainsi que le tourisme spatial.

## Historique
La National Space Society a été fondée en 1987, à la suite de la fusion du National Space Institute de Wernher von Braun et de la L5 Society, inspirée des concepts de Gerard K. O'Neill.

## Membres notables
- Buzz Aldrin
- Tom Hanks
- Eric Drexler
- Robert Zubrin
- Tom Cruise[1]

## Activités
La NSS organise l'International Space Development Conference (ISDC).
La NSS remet plusieurs récompenses : le Robert A. Heinlein Memorial Award, le Wernher Von Braun  Award, le Gerard K. O'Neill Memorial Award et le Space Pioneer Award (en).